# Manjū

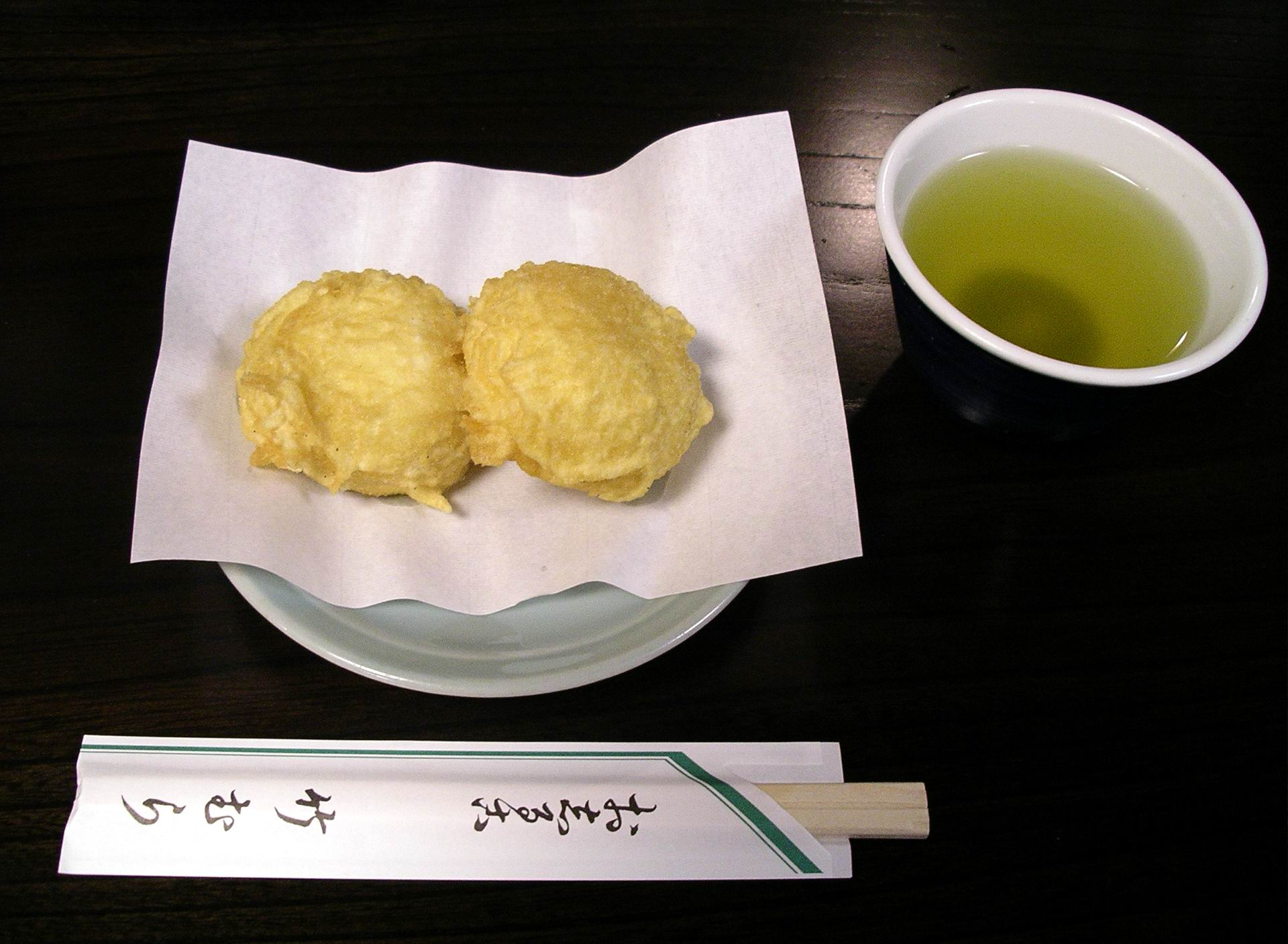
Manjū fregit, age manjū (揚げ饅頭).

El manjū (饅頭) és un tipus de wagashi (llaminadura japonesa) tradicional. Hi ha moltes varietats de manjū, però la majoria té un exterior fet de farina, pols d'arròs i alforfó, i un farciment d'an, pasta de mongeta azuki i sucre) de la qual existeixen diverses variants, com koshian, tsubuan i tsubushian.

## Història
El manjū procedeix d'un tipus de mochi (蒸餅), o pastís d'arròs molt, que ha existit en Xina durant molt temps. Originalment es deia mantou en xinès, però va passar a ser conegut com a manjū quan va arribar al Japó. En 1341, un enviat japonès que va tornar de la Xina va dur manjū amb si i va començar a vendre'l com Nara-manjū. Es diu que aquest va ser l'origen del manjū japonès. Actualment pot trobar-se en moltes botigues de llaminadures japoneses, sent el seu baix preu una de les raons de la seva popularitat al Japó.

## Varietats
Hi ha moltes varietats de manjū, algunes més comuns que unes altres. Per exemple, el manjū de te matxa un te verd molt, és una de les més comunes. En aquest cas, l'exterior del manjū té sabor de te verd i color verd. També hi ha manjū amb farciments de diferents sabors, com crema de taronja. Com en el cas de molts menjars japonesos, en algunes parts del Japó poden trobar-se manjūs únics d'eixa regió.